# David Brion Davis
David Brion Davis (* 16. Februar 1927 in Denver, Colorado; † 14. April 2019 in Guilford, Connecticut) war ein amerikanischer Historiker an der Universität Yale. Er war für seine Studien zur Sklaverei und zum Abolitionismus bekannt.

## Leben
David Brion Davis war der Sohn des Journalisten und Schriftstellers Clyde Brion Davis und der Schriftstellerin Martha Wirt Davis. Im Juni 1945 wurde er in die United States Army eingezogen und – da er Deutsch gelernt hatte – der Zone Constabulary zugewiesen, die in der Amerikanischen Besatzungszone polizeiliche Aufgaben wahrnahm und als „Sicherheitspolizei“ bezeichnet wurde. In Mannheim erlebte er die Brutalität, mit der weiße Militärpolizisten ihre schwarzen „Kameraden“ behandelten. Diese Erfahrungen trugen dazu bei, dass sich Davis in der Bürgerrechtsbewegung engagierte, und dazu, dass er sich als Historiker der Geschichte der Rassenbeziehungen in den Vereinigten Staaten zuwandte.
Davis studierte Geschichte und wurde an der Harvard University promoviert. Er unterrichtete 14 Jahre an der Cornell University, bevor er 1970 nach Yale wechselte. Er war Direktor des Gilder Lehrman Center for the Study of Slavery, Resistance, and Abolition an der Yale University, das er 1998 bis 2004 leitete. Er war Präsident der Organization of American Historians (1988–1989).
„Wie kein anderer hat Davis in seinen Büchern mit enormen Detailwissen die Argumente für und gegen Sklaverei seit der Antike nachgezeichnet. Dabei verwies er auf die Ambivalenzen und Widersprüche, welche für die religiösen und philosophischen Debatten in der 'westlichen Welt' charakteristisch waren. [...] Im Gegensatz zur Mehrheit seiner Kollegen, die sich dem Phänomenen Sklaverei und Sklavenhandel mit quantitativen, wirtschaftsgeschichtlichen Fragestellungen nähern, versteht sich Davis als 'intellectual historian'. Ihm geht es gerade in seinen jüngeren Studien um die 'großen Linien' und das 'Gesamtbild'. [...] Die Bücher von Davis zeichnen sich dadurch aus, dass sie neue Perspektiven für Spezialisten bieten und gleichzeitig ein breites Publikum ansprechen. Unermüdlich hat er überdies viele Jahre in Sommerkursen amerikanischen Geschichtslehrern die Augen für die Vielschichtigkeit des Phänomens Sklaverei geöffnet.“
Seine Trilogie zur Rolle der Institution Sklaverei vollendete er 2014 mit dem Band The Problem of Slavery in the Age of Emancipation. Mit den in 48 Jahren entstandenen Standardwerken verfolgte er die Sklaverei von den philosophischen Rechtfertigungen in der Antike über das Verhältnis des Christentums zur Sklaverei über den Höhepunkt der Sklavenwirtschaft und die zunehmende Kritik bis zu den Debatten um die Abschaffung in Großbritannien und den Kolonien, in den Vereinigten Staaten und schließlich mit der Lei Áurea in Brasilien. Davis’ Zugang war geprägt durch die Betrachtung der Sklaverei als Problem und Widerspruch in Philosophie und Ethik, dem inneren Widerspruch des Menschen als Sache. Eine Leitfrage war, wie es geschehen konnte, dass die Bewegung des Abolitionismus binnen vergleichsweise kurzer Zeit erfolgreich war. In seinem Werk arbeitete er heraus, dass politische Philosophie Einfluss hat und sich gegen Macht und wirtschaftliche Interessen durchsetzen kann: Die Abschaffung der Sklaverei fand nach tausenden Jahren im 19. Jahrhundert statt, als ihre ökonomische Funktion ungebrochen war.
Davis starb im April 2019 im Alter von 92 Jahren nach langer Krankheit.

## Ehrungen
- 1967: Pulitzer-Preis in der Sparte „General Non-Fiction“
- 1976: National Book Award in der Sparte „Nonfiction“ (Sachbuch)
- 1976: Bancroft Prize
- 1976: Aufnahme in die American Academy of Arts and Sciences
- 1983: Aufnahme in die American Philosophical Society
- 1992: Aufnahme in die British Academy
- 2007: Ralph-Waldo-Emerson-Preis für Inhuman Bondage, the Rise and Fall of Slavery in the New World
- 2014: National Humanities Medal
- 2014: National Book Critics Circle Award für The Problem of Slavery in the Age of Emancipation
- 2015: Anisfield-Wolf Book Award für das Lebenswerk

## Schriften (Auswahl)

### Als Autor
- Freiheit, Gleichheit, Befreiung. Die Vereinigten Staaten und die Idee der Revolution,  Wagenbach, Berlin 1993, ISBN 3-8031-5139-2.
- Homicide in American Fiction 1798–1860. A study in social values, Cornell University Press, 1957.
- The Problem of Slavery in Western Culture, Cornell University Press, 1966.
- The Problem of Slavery in the Age of Revolution, 1770–1823, Cornell University Press, 1975,  ISBN 0-8014-0888-1.
- In the Image of God: Religion, Moral Values, and Our Heritage of Slavery, Yale University Press, 2001, ISBN 0-300-08814-0.
- Challenging the Boundaries of Slavery , Harvard University Press, 2006,  ISBN 0-674-01985-7.
- Inhuman Bondage, the Rise and Fall of Slavery in the New World, Oxford University Press, 2006, ISBN 0-19-514073-7.
- The Problem of Slavery in the Age of Emancipation. Knopf 2014, ISBN 978-0307269096.

### Als Herausgeber
- mit Steven Mintz, The Boisterous Sea of Liberty: A Documentary History of America from Discovery Through the Civil War, Oxford University Press, 1999, ISBN 0-19-511669-0